# Hans Holzwarth

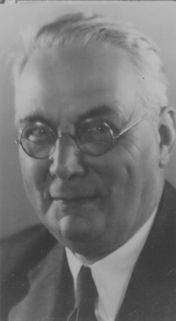
Hans Holzwarth – Foto aus einem Familienalbum

Hans Holzwarth (* 20. August 1877 in Dornhan; † 21. August 1953 in Düsseldorf) war ein deutscher Maschinenbau-Ingenieur. Bekannt wurde er als Erfinder der ersten voll funktionstüchtigen, zur Marktreife entwickelten Gasturbine.

## Leben
Hans Holzwarth wurde 1877 in Dornhan bei Schramberg geboren. Sein Vater Albert Holzwarth war Schultheiß der Stadt Schramberg und wurde später für seine Verdienste um die Industrialisierung der Stadt zum Ehrenbürger von Schramberg ernannt.
Nach der Schulzeit studierte Holzwarth Maschinenbau an der TH Stuttgart, wo er 1901 die Erste Staatsprüfung ablegte. Es folgte eine kurze berufliche Tätigkeit bei MAN, dann arbeitete Holzwarth von 1903 bis 1908 bei Hooven, Owens, Rentschler & Co (H.O.R.) in Hamilton, Ohio, USA. Für H.O.R. entwickelte er zunächst eine als Hamilton-Holzwarth-Turbine bekannt gewordene Dampfturbine. In die Zeit bei H.O.R. fiel aber auch der Beginn seiner Entwicklungsarbeit an einer „Verpuffungs-Gasturbine“.
Nach seiner Rückkehr nach Deutschland war Holzwarth kurz freiberuflich tätig, um sich ganz der Weiterentwicklung und Vermarktung seiner Gasturbine zu widmen. Er wurde Angestellter der Maschinenfabrik Thyssen & Co. in Mülheim an der Ruhr, in deren Auftrag er (mit finanzieller Unterstützung seines Vetters Erhard Junghans, Miterbe und kaufmännischer Leiter der Uhrenfabrik Junghans) die ersten beiden funktionierenden Prototypen baute. Nach einer längeren Zusammenarbeit mit Brown, Boveri & Cie. (BBC) gründete Holzwarth 1927 in Mülheim schließlich seine eigene Firma, die Holzwarth-Gasturbinen GmbH.

## Die Holzwarth-Gasturbine

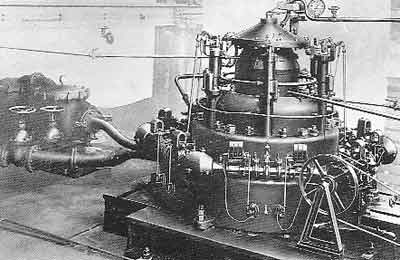
Prototyp auf dem Prüfstand der Gebr. Körting, 1908 (heute im Deutschen Museum)

Die von Holzwarth ab 1905 entwickelte „Explosions“-Turbine unterscheidet sich grundlegend von heute gängigen Gasturbinen dadurch, dass die Verbrennung bei der Holzwarth-GT in einem durch Ventile abgeschlossenen Brennraum mit konstantem Volumen (isochor), diskontinuierlich getaktet, durch einen Magnetzünder gezündet abläuft. Holzwarth übernahm diese Funktionsweise vom Ottomotor. Da der Druckanstieg in der Brennkammer erst durch die Zündung des Gases entsteht, kam die Holzwarth-GT ohne Turbokompressor aus. Die eigentliche Expansionsturbine übernahm Holzwarth von den Dampfturbinen; es handelt sich um eine 2-stufige Curtis-Turbine.
Holzwarth-Turbinen wurden vor allem von BBC bis Ende der 1930er Jahre in größerer Zahl gebaut; später setzte sich die heute übliche Bauweise mit Turbokompressor, kontinuierlicher Verbrennung und offener Brennkammer durch.

## Ehrungen
- 1927: Ehrendoktorwürde der TH Stuttgart.[8]
- 1952: Verdienstkreuz der Bundesrepublik Deutschland